# 国際連合安全保障理事会決議139
国際連合安全保障理事会決議139（こくさいれんごうあんぜんほしょうりじかいけつぎ139、英: United Nations Security Council Resolution 139, UNSCR139）は、1960年6月28日に国際連合安全保障理事会で採択された決議。同年の6月20日にフランスから独立したマリ連邦の国連加盟申請を検討し、同国の加盟承認を総会に勧告した。マリ連邦はこの後8月20日にセネガル共和国が分離独立、さらに残った旧スーダン共和国も同年9月22日にあらためてマリ共和国として独立したため連邦は消滅。この2国家は独立後程なくして同様の国連加盟決議（同158と159）が採択されたことによって国連加盟を果たした。